# Flughafen Moroni-Iconi

i8
i11
i13
Der Flughafen Moroni-Iconi (englisch Iconi Airport, IATA-Code: YVA, ICAO-Code: FMCN) ist ein kleiner, ehemaliger Flugplatz nahe dem Zentrum der komorischen Hauptstadt Moroni auf der Insel Grande Comore gelegen.
Obwohl der Flughafen Moroni-Iconi deutlich stadtnäher gelegen war, wurden alle Passagierflüge von dem mit einer befestigten Start- und Landebahn ausgestatteten Flugplatz auf den deutlich besser ausgebauten und mit neuem Terminal versehenen Prince Said Ibrahim International Airport, zirka 15 Autominuten von Moroni entfernt, verlegt. Zwischen 2009 und 2011 wurde der Flugplatz Moroni-Iconi geschlossen und nahezu vollständig überbaut.